# Adolph Saurer AG

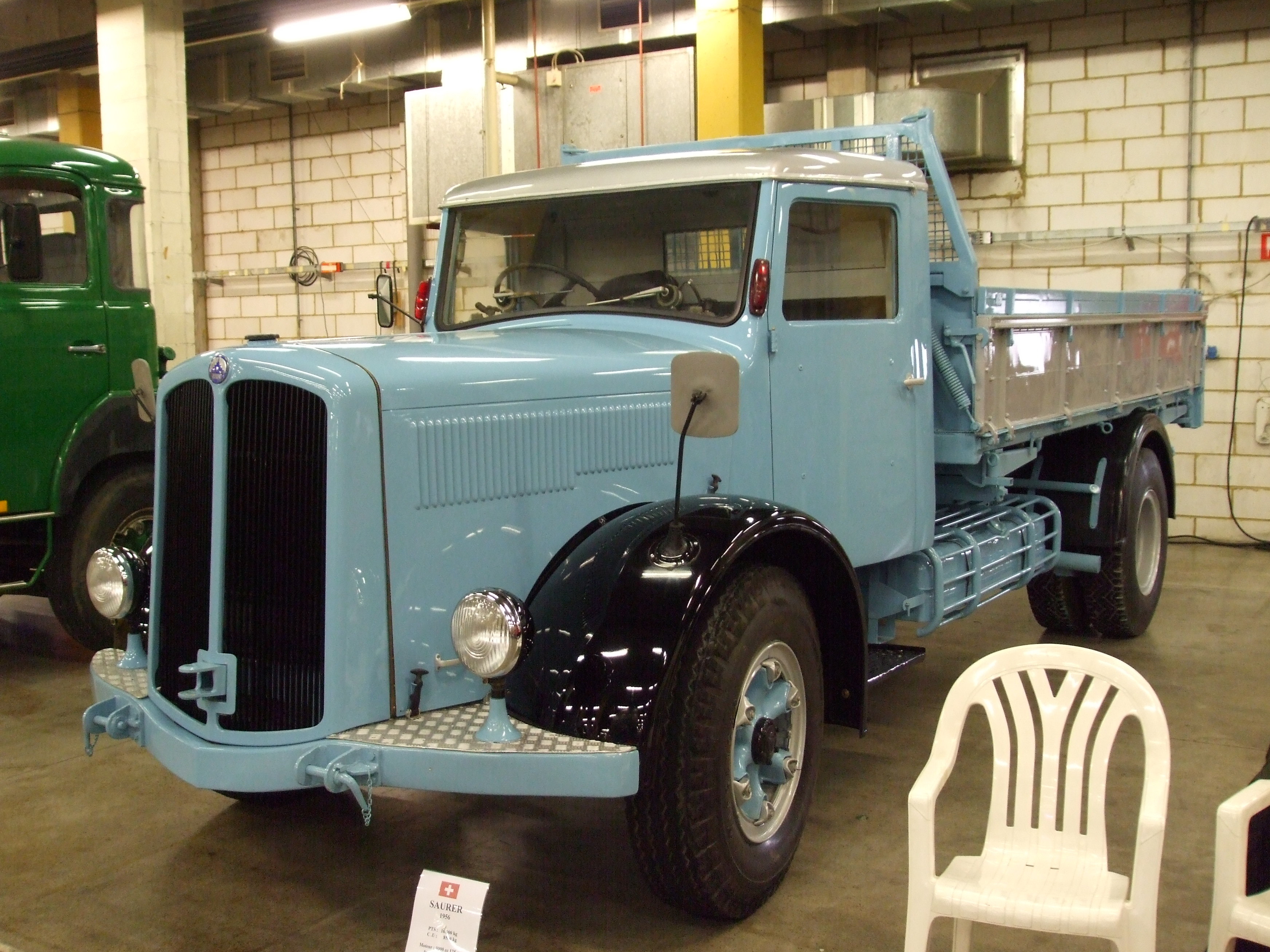
Saurerlastbil från 1950-talet.

Adolph Saurer AG (Saurer) var en schweizisk tillverkare av tunga lastbilar. Adolph Saurer AG hade sitt huvudkontor i Arbon am Bodensee och tillverkade medeltunga och tunga lastbilar och under perioder även bussar, trådbussar och militärfordon. Dagens Saurer AG är en textilmaskinstillverkare.

## Historia

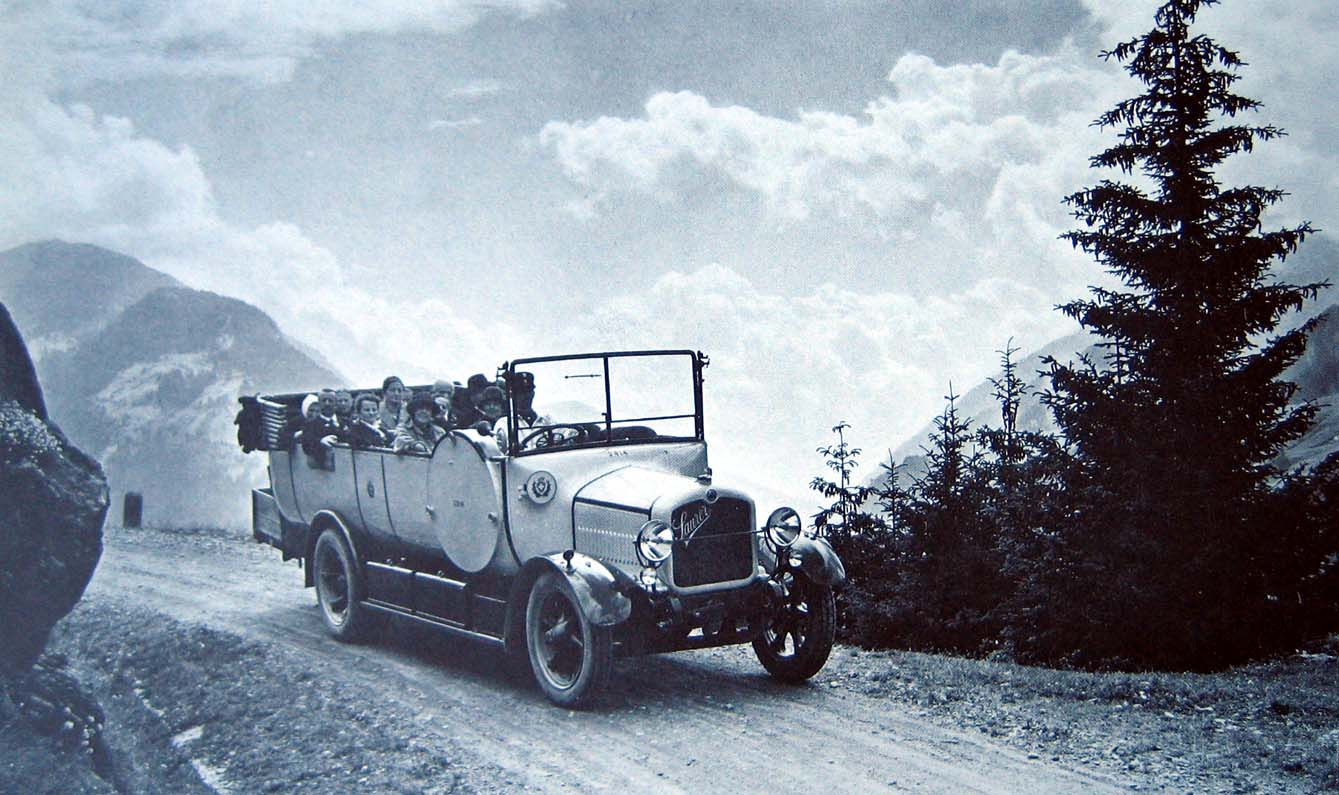
Postauto Saurer AD 1930

Saurer grundades av Franz Saurer i St. Gallen 1853 och var då ett gjuteri för hushållsvaror. 1869 tillverkade företagets första textilmaskin, en produktionsgren som blev mycket framgångsrik och som lever vidare i bolaget Saurer AG. 
1896 startades tillverkningen av motorer. 1903 började Saurer tillverka nyttofordon. 1929 köptes konkurrenten Berna. Bolaget fick stora framgångar med sina kommersiella fordon och grundade dotterbolag utomlands: Österrike, Frankrike, Storbritannien och Tyskland. Verksamheterna utomlands togs senare i respektive land över av Steyr-Daimler-Puch, Unic, Armstrong Whitworth och MAN. De längsta utlandsverksamheterna var de i Österrike (1906-1959) och Frankrike (1910-1956). I Italien hade man under många år ett samarbete med Officine Meccaniche (OM). I USA bildades Saurer Motor Truck Company för licenstillverkning. Bolaget gick senare samman med Mack Trucks.

### Sammanslagning och nedläggning
Under 1970-talet ökade den internationella konkurrensen och Saurer fick som liten tillverkare det allt svårare. De sista helt nya modellutvecklingarna blev militärlastbilarna 6DM och 10DM för den schweiziska armén.
Minskade försäljning gjorde att Saurer och Franz Brozincevic Wetzikon (FBW) gick ihop i en gemensam organisation under namnet Nutzfahrzeuggesellschaft Arbon & Wetzikon. Bolaget tillverkade bussar och trådbussar under varumärket NAW. 1982 tog Daimler-Benz över aktiemajoriteten och lade ned märkena Saurer, Berna och FBW. Den sista Saurer-lastbilen levererades till den civila marknaden 1983. Den sista lastbilen från Saurer tillverkades 1987 och levererades till Schweiz armé.

## Militärfordon

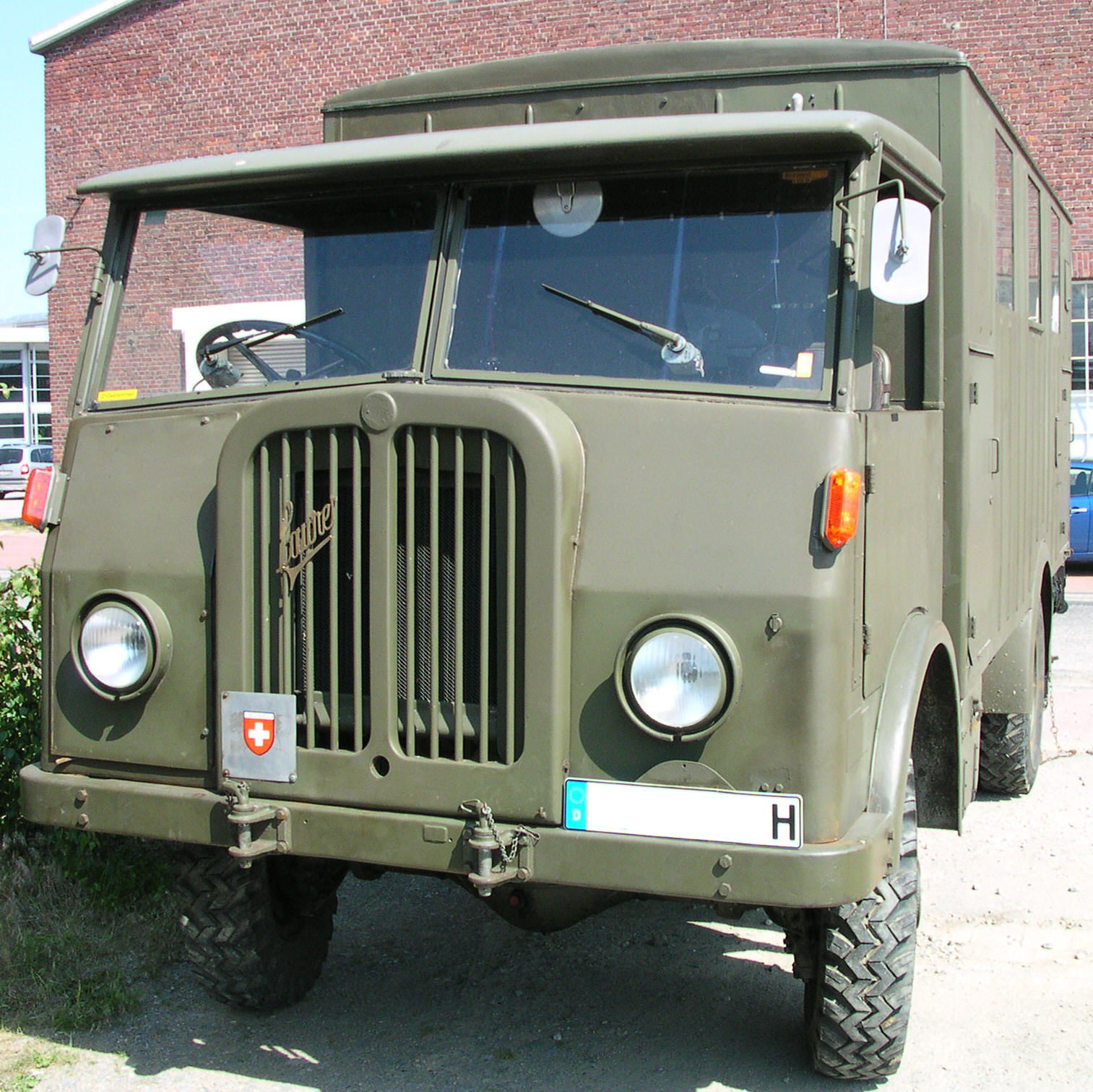

- SdKfz 254
- Saurer Tartaruga
- Saurer MH4
- Saurer M6
- Saurer 2DM
- Saurer 10DM
- Saurer 2 CM
- Nahkampfkanone 2
- Saurer F006

## Lastbilar

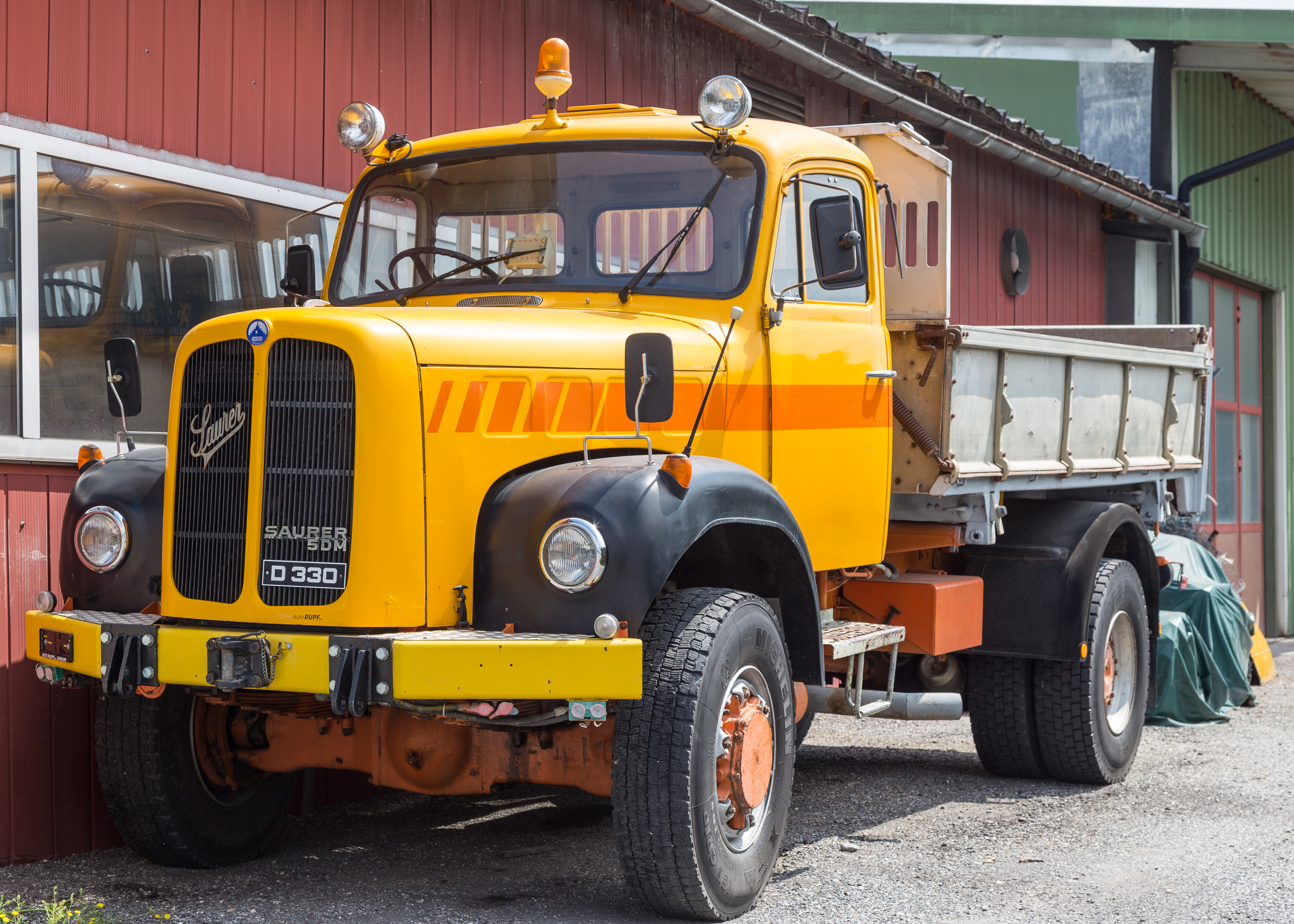
Saurer 5DM

- A-Type (1918)
- B-Type (1926)
- C-Type (1934)
- D-Type (1959)
- 2DM    (1959)

## Bussar
- Saurer AD
- Saurer L4C
- Saurer S4C
- Saurer 4H
- Saurer 3DUK-50
- Saurer Trolleybus 411LM
- Saurer Trolleybus 415
- Saurer Trolleybuss GT560/640-25

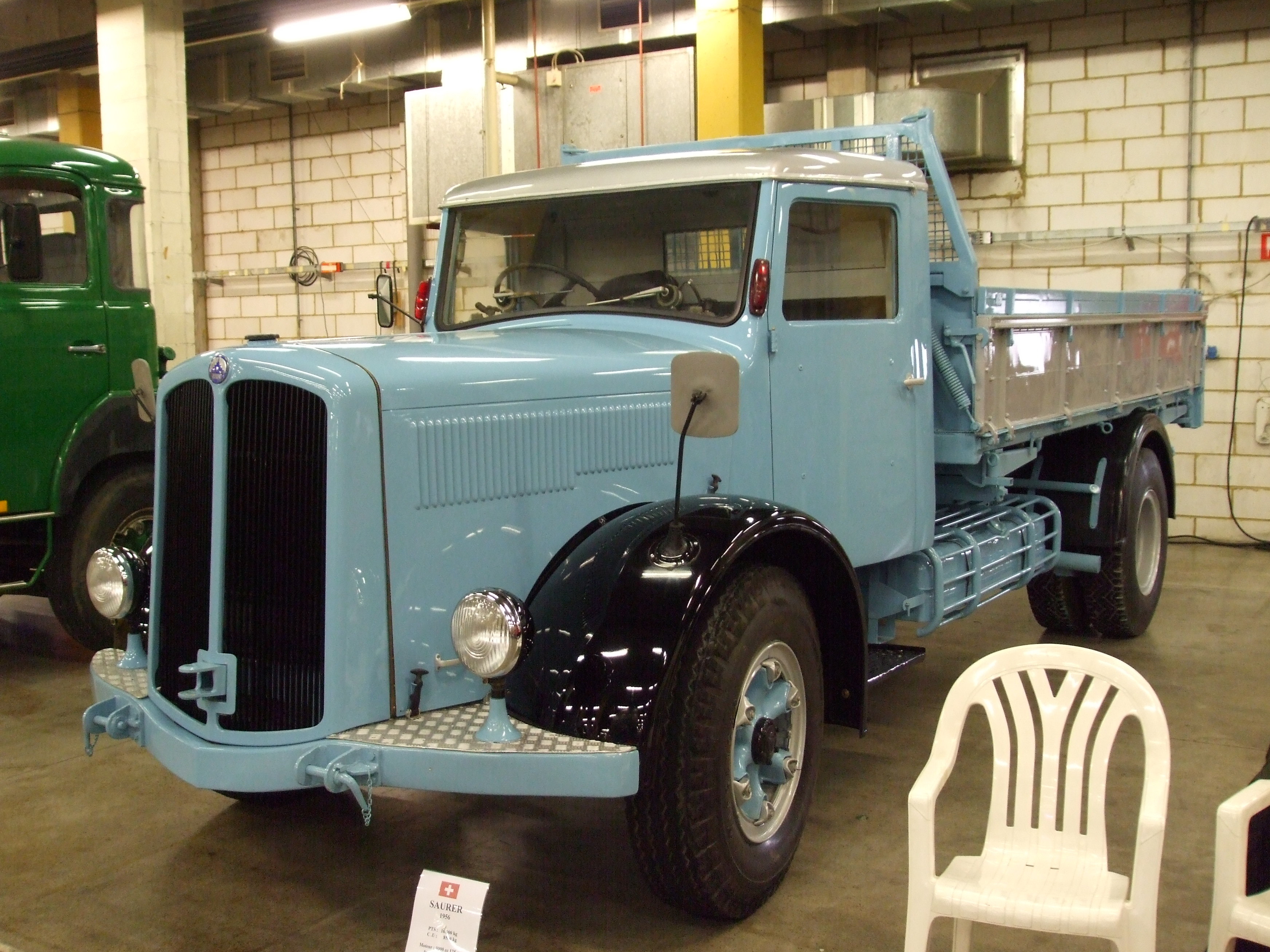
Saurer 1956
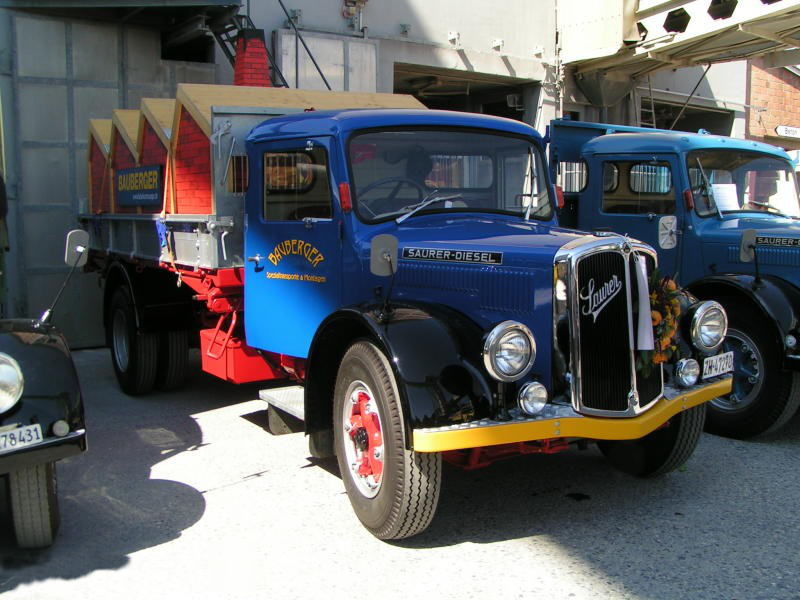
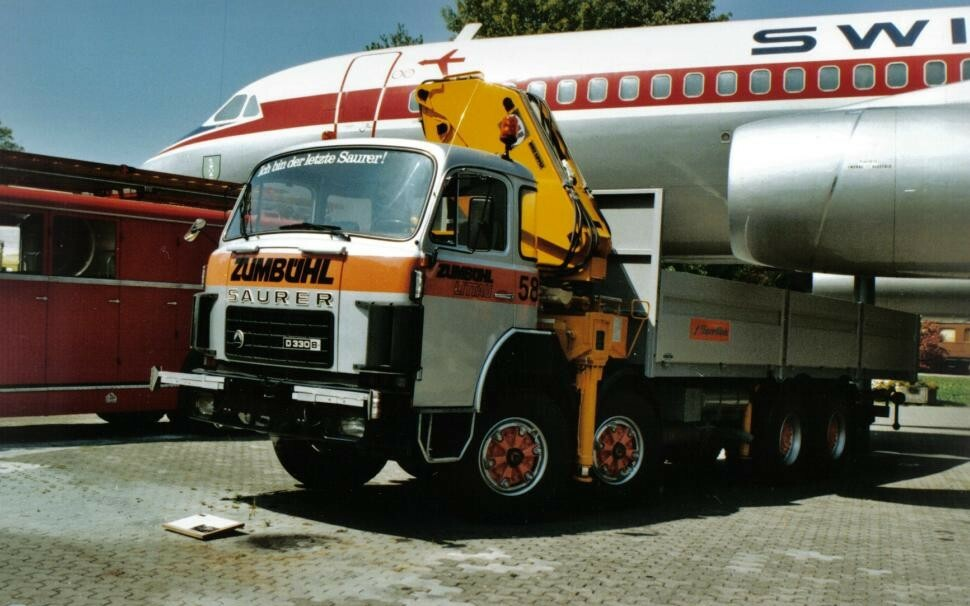
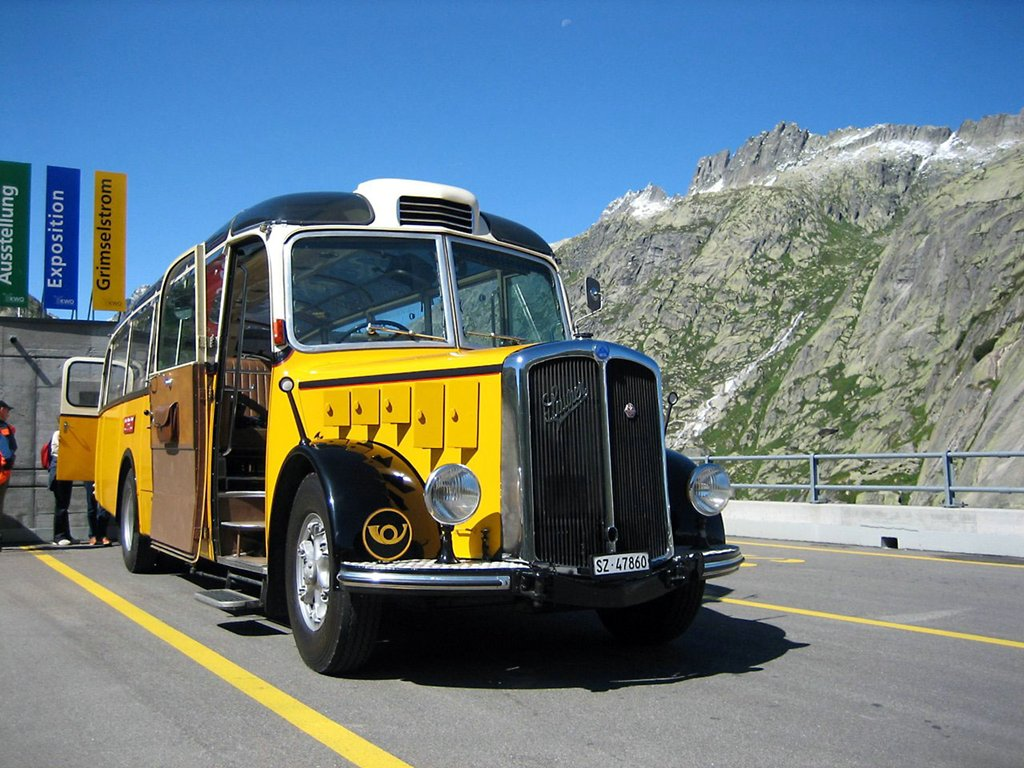
Saurer Postauto L4C Typ IIIa
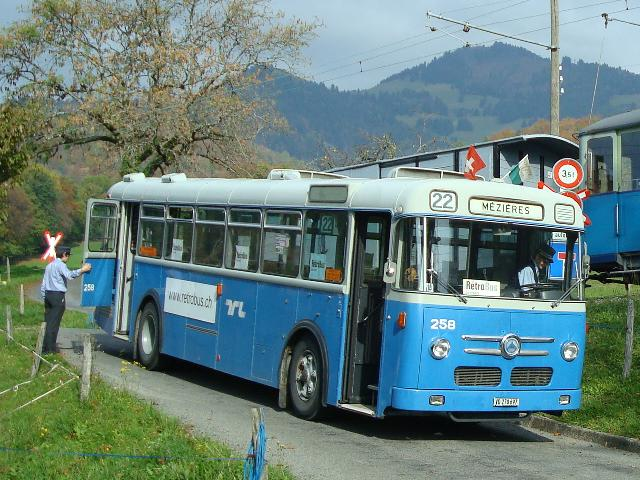
Saurer Tramway Lausanne (TL)
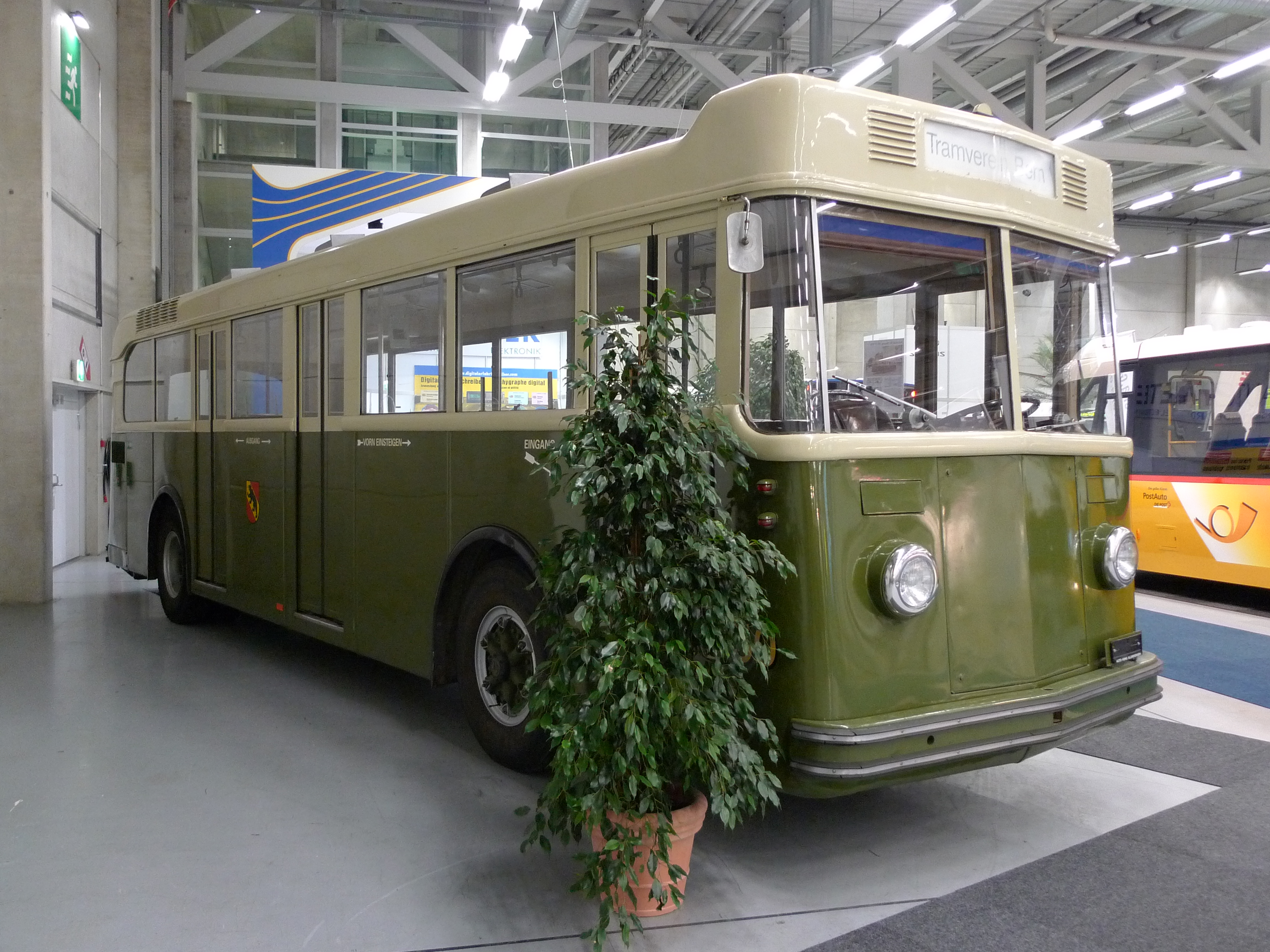
Saurer 4H  1941
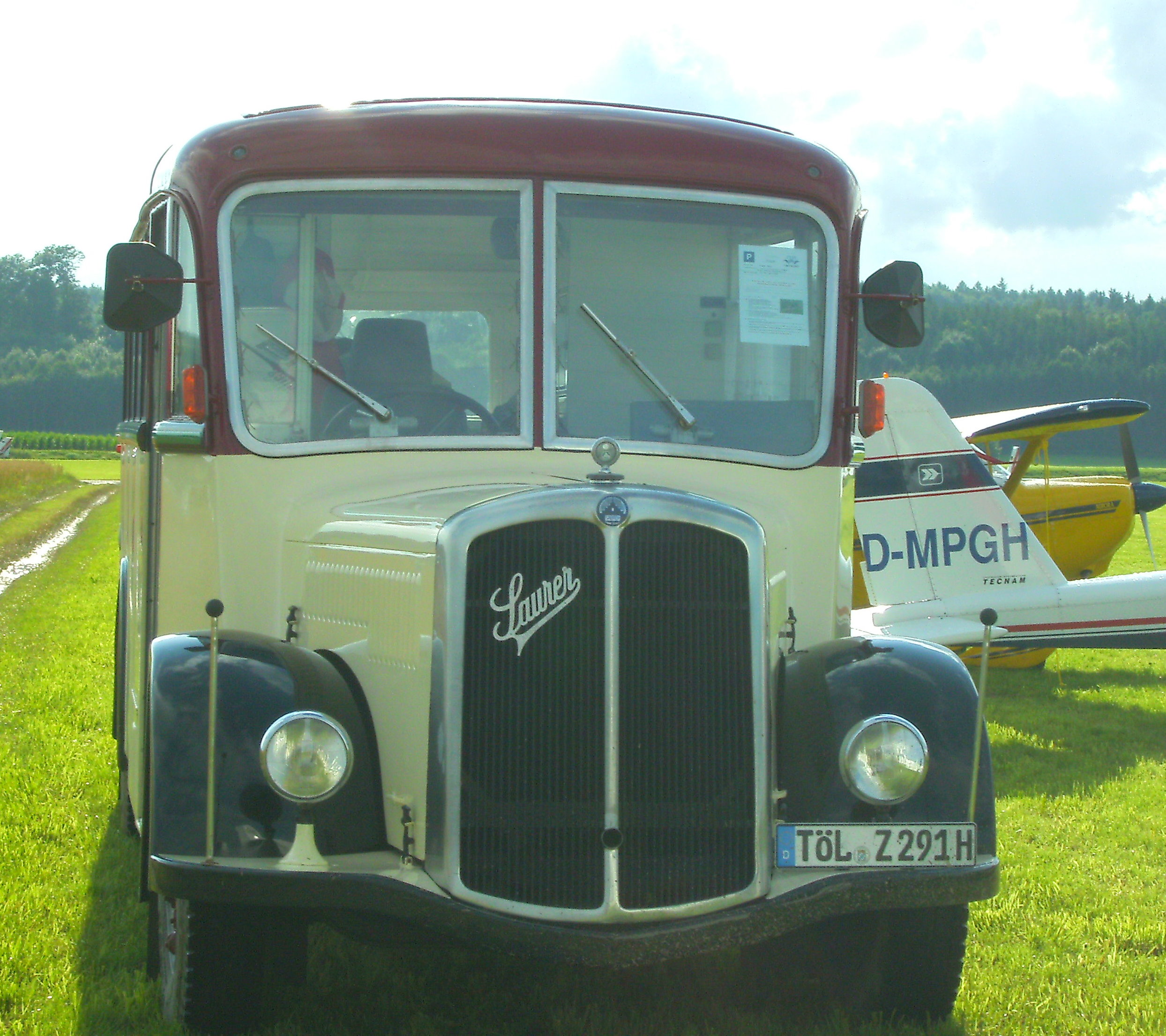
Saurer Autobus  1930
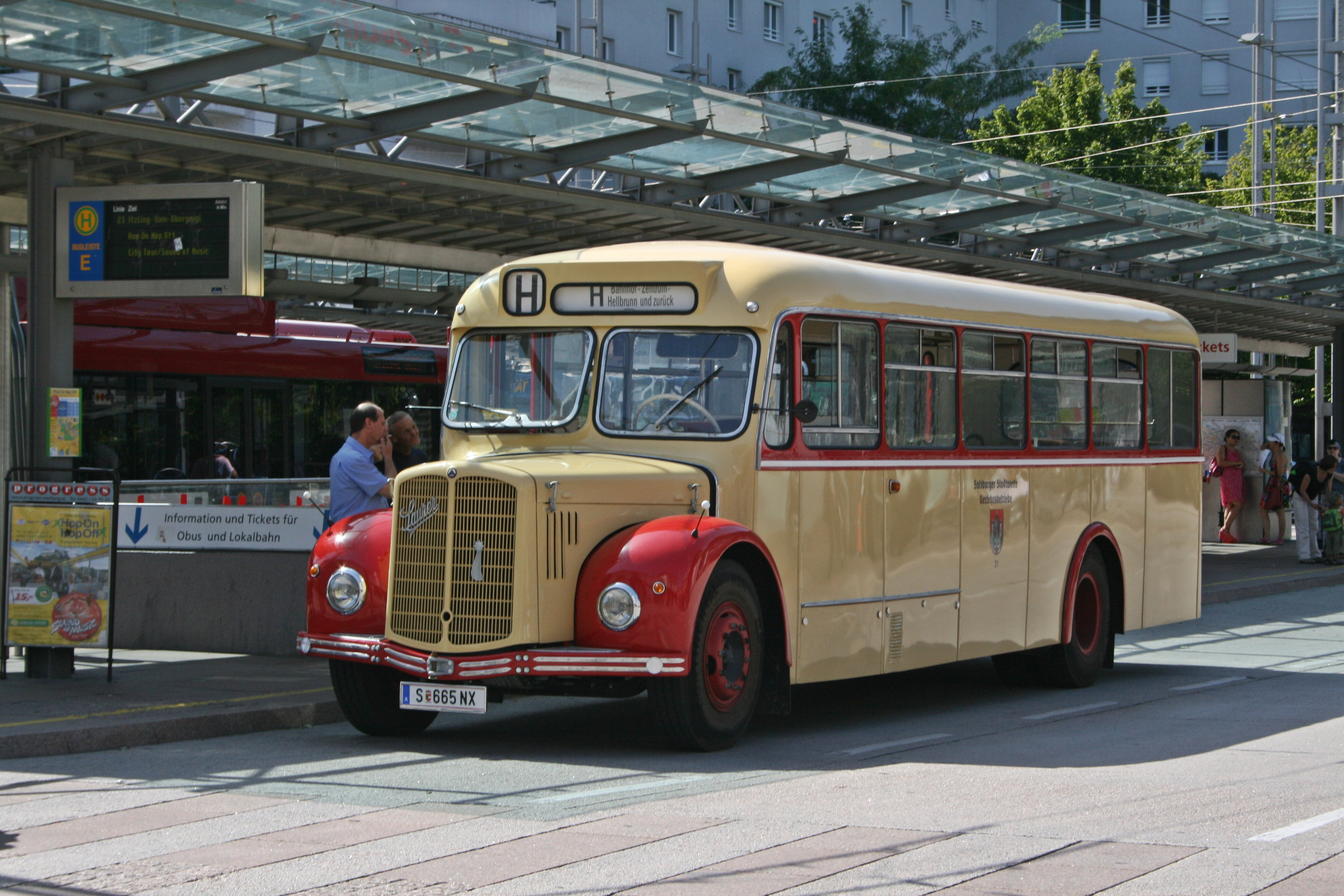
Saurer Autobus Salzburger Hauptbahnhof
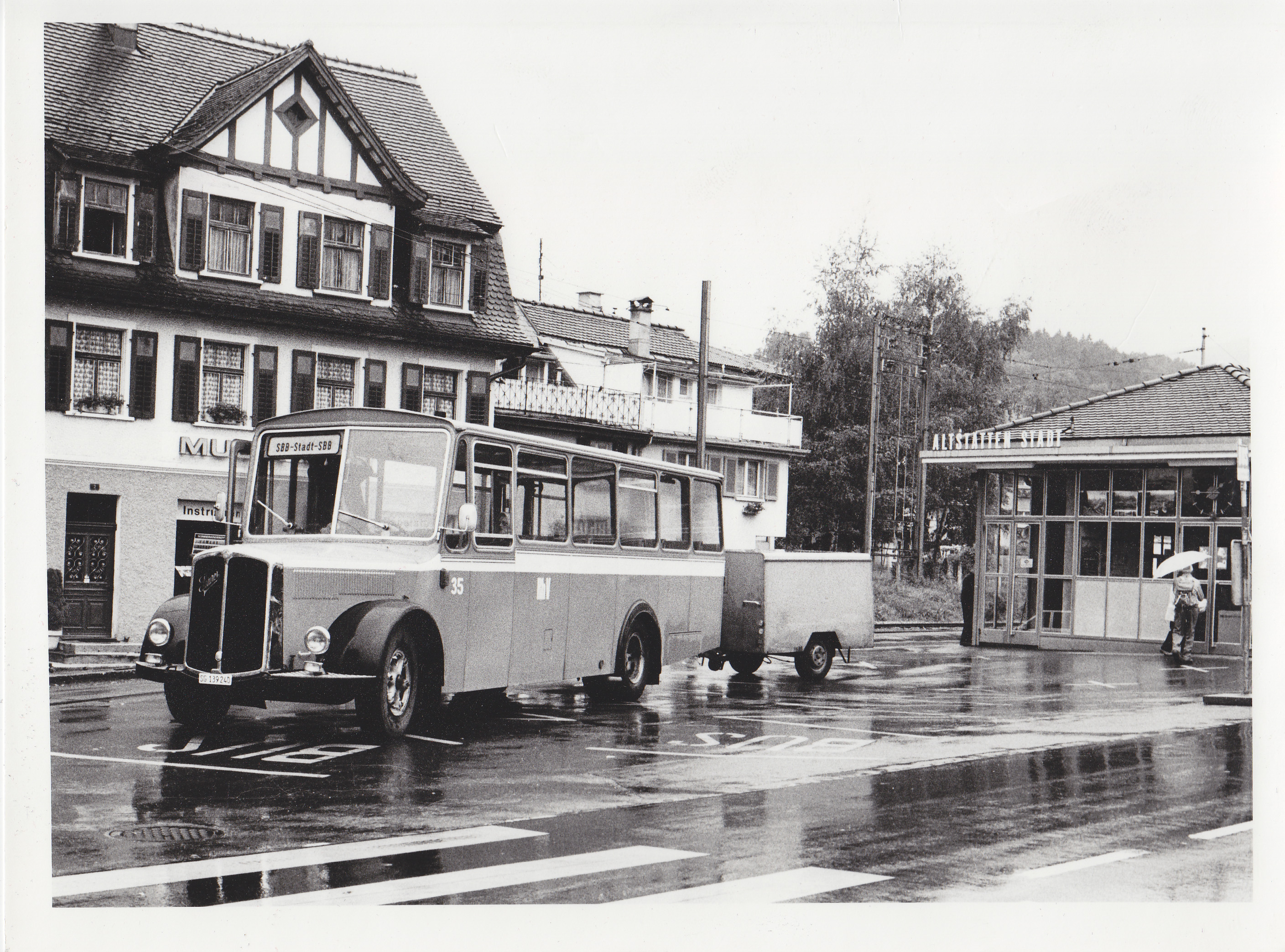
Altstätten Bahnhof-Stadt (1984)
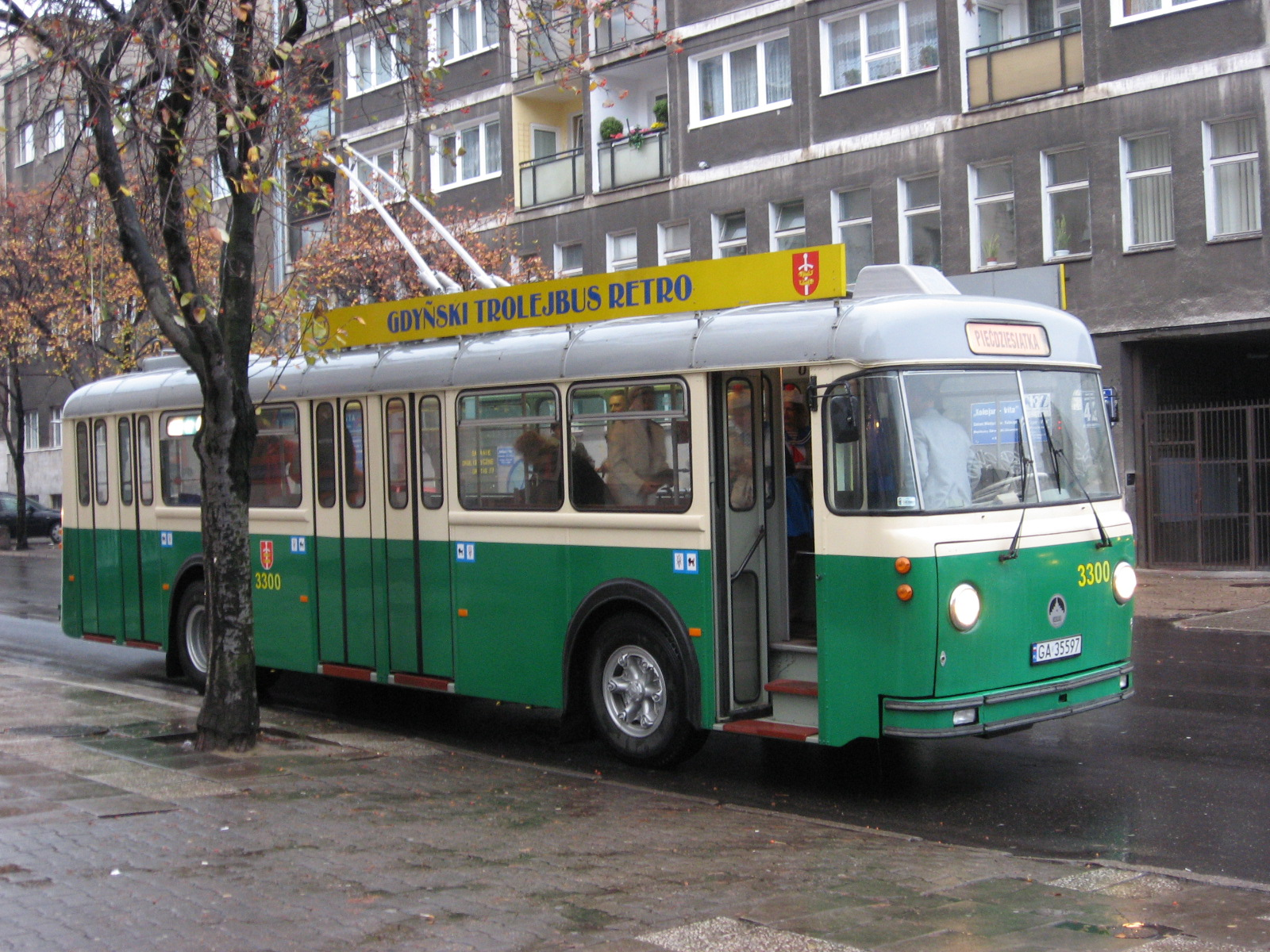
Trolleybus Saurer 411LM
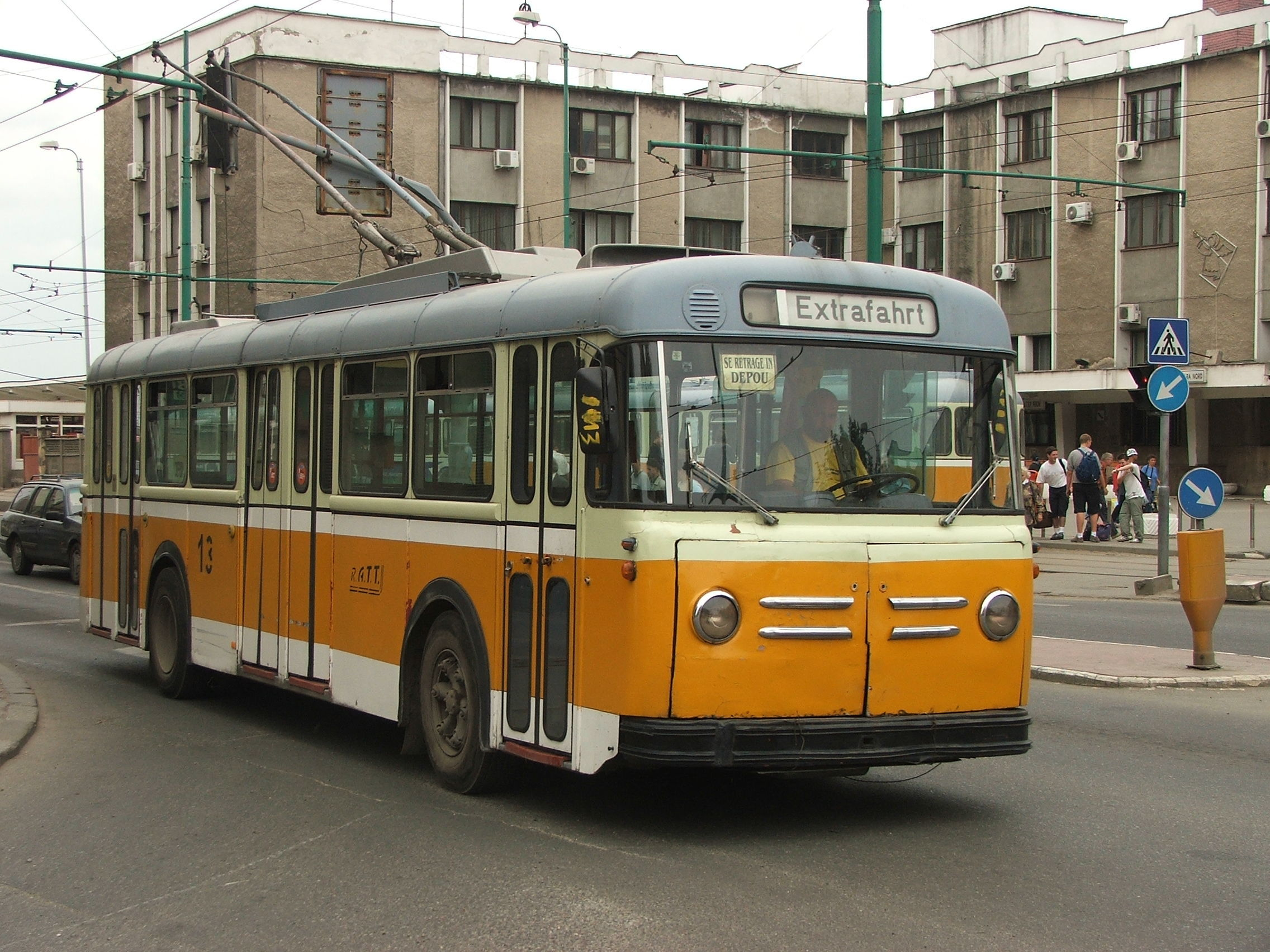
Trolleybus Saurer 415
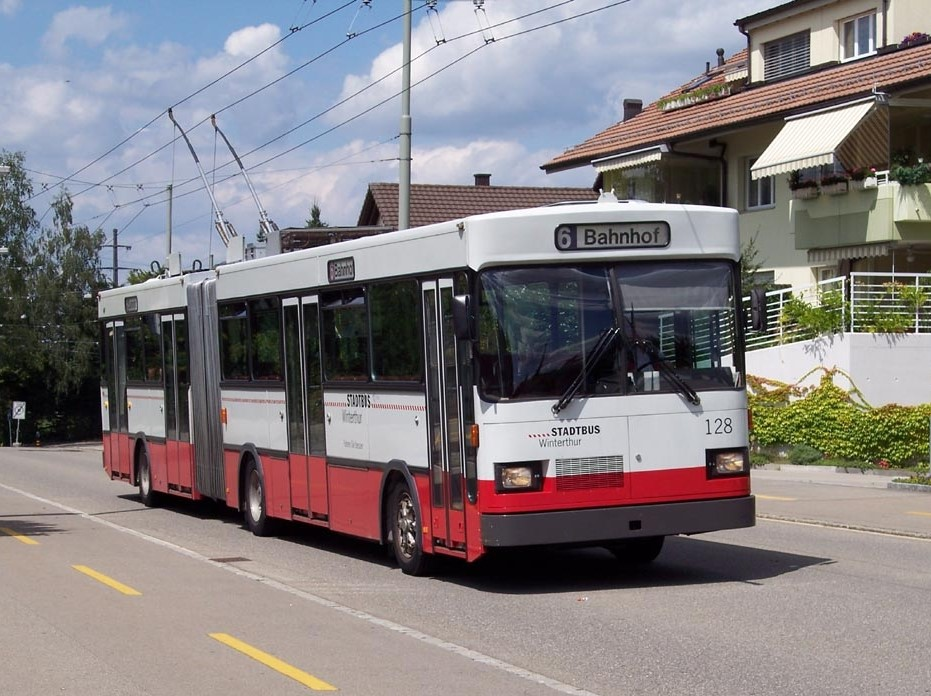
GT 560/640-25  Winterthur 2005
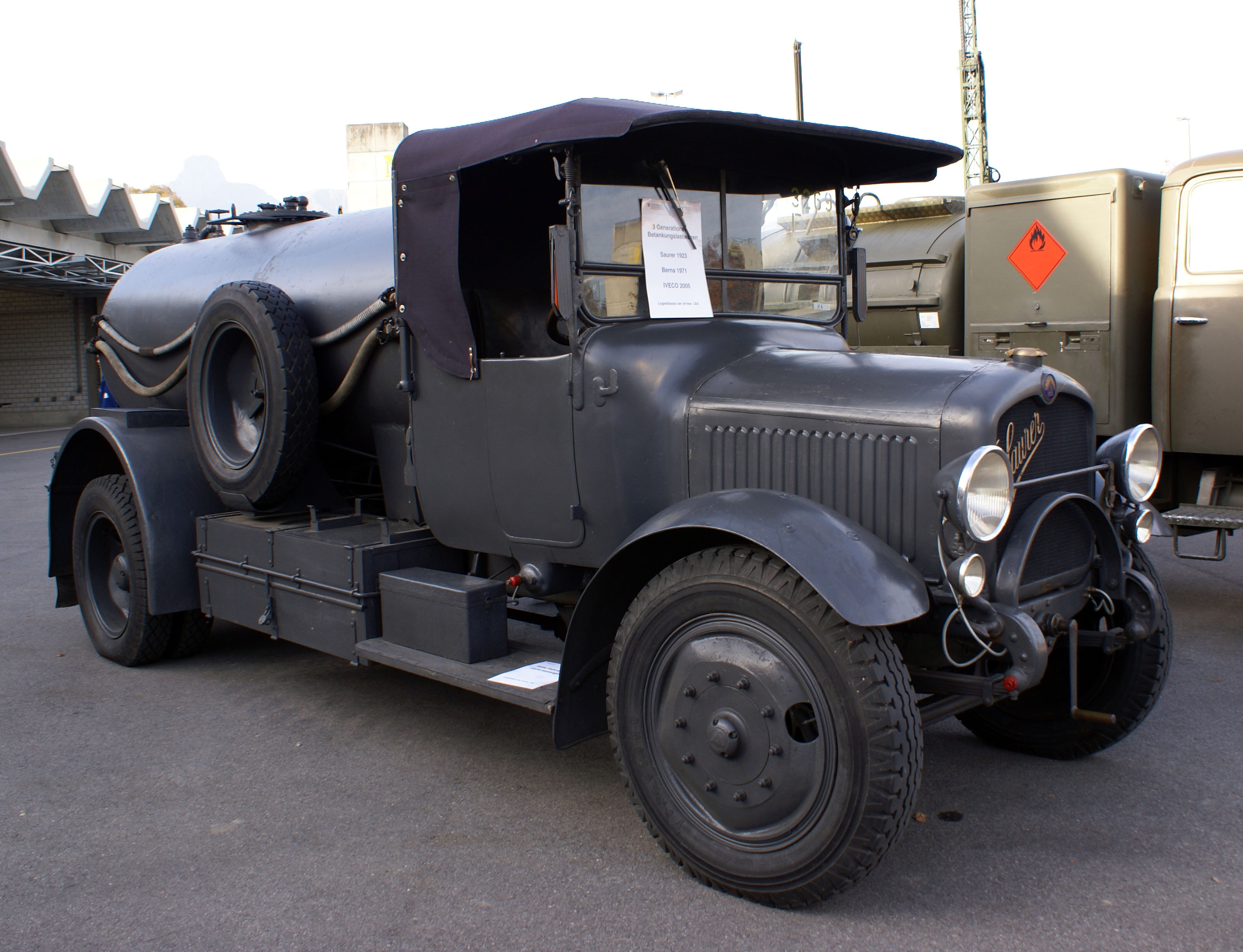
Tankwagen von 1923
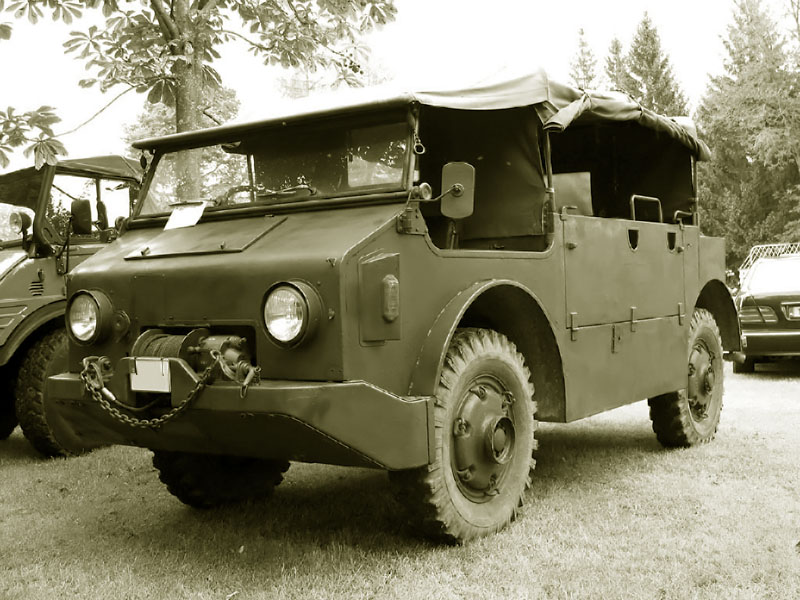
Saurer MH4 4x4 1954
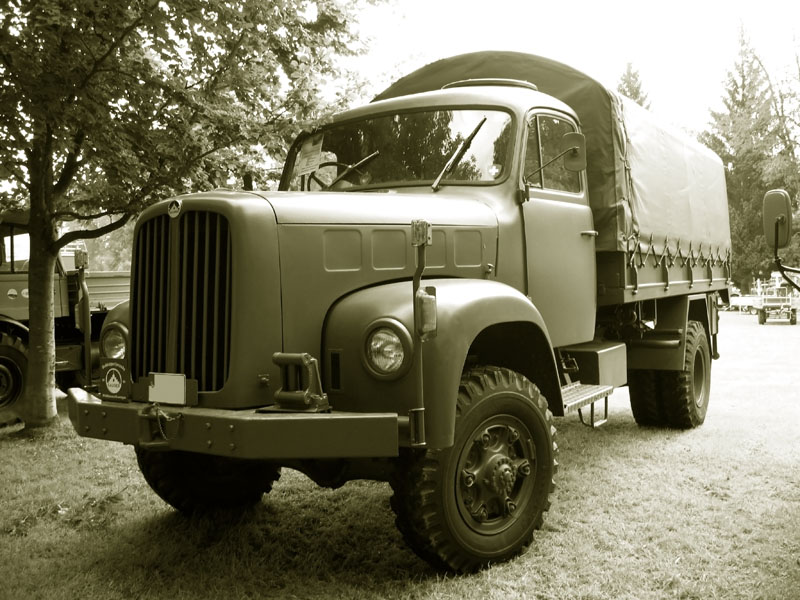
Saurer 2DM 4x4 Mittlerer Lastwagen  1964
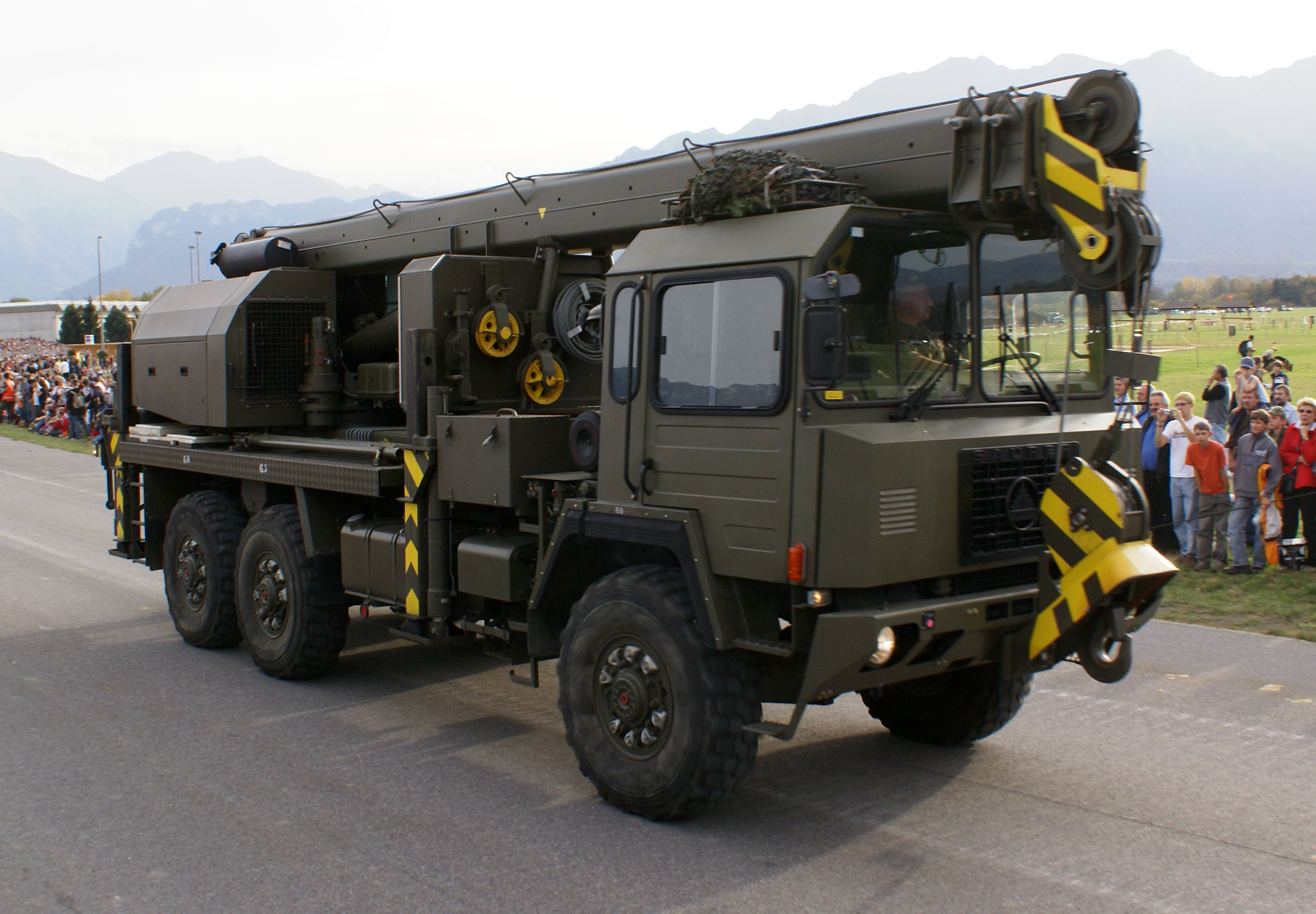
Saurer 10DM 6x6
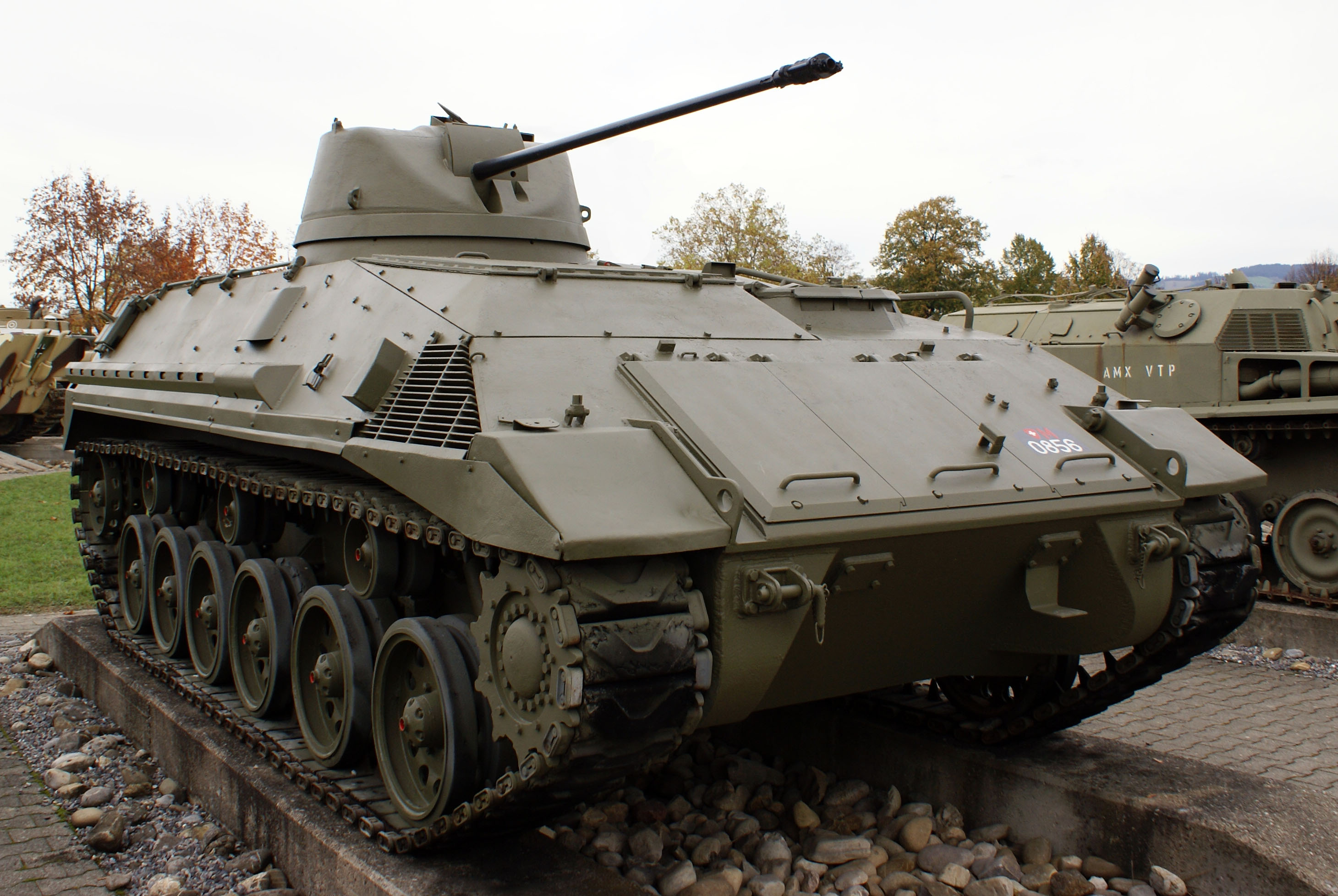
Saurer Tartaruga
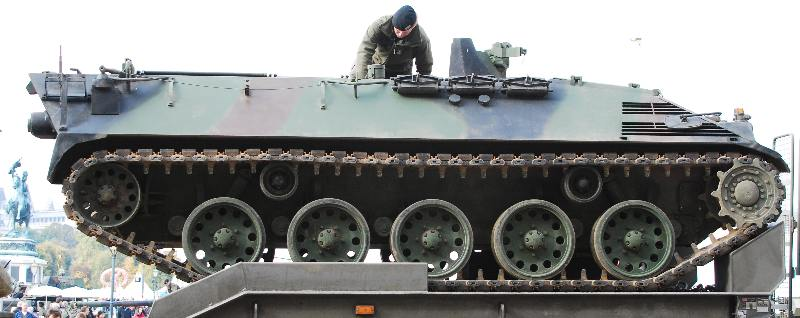
Saurer Steyer
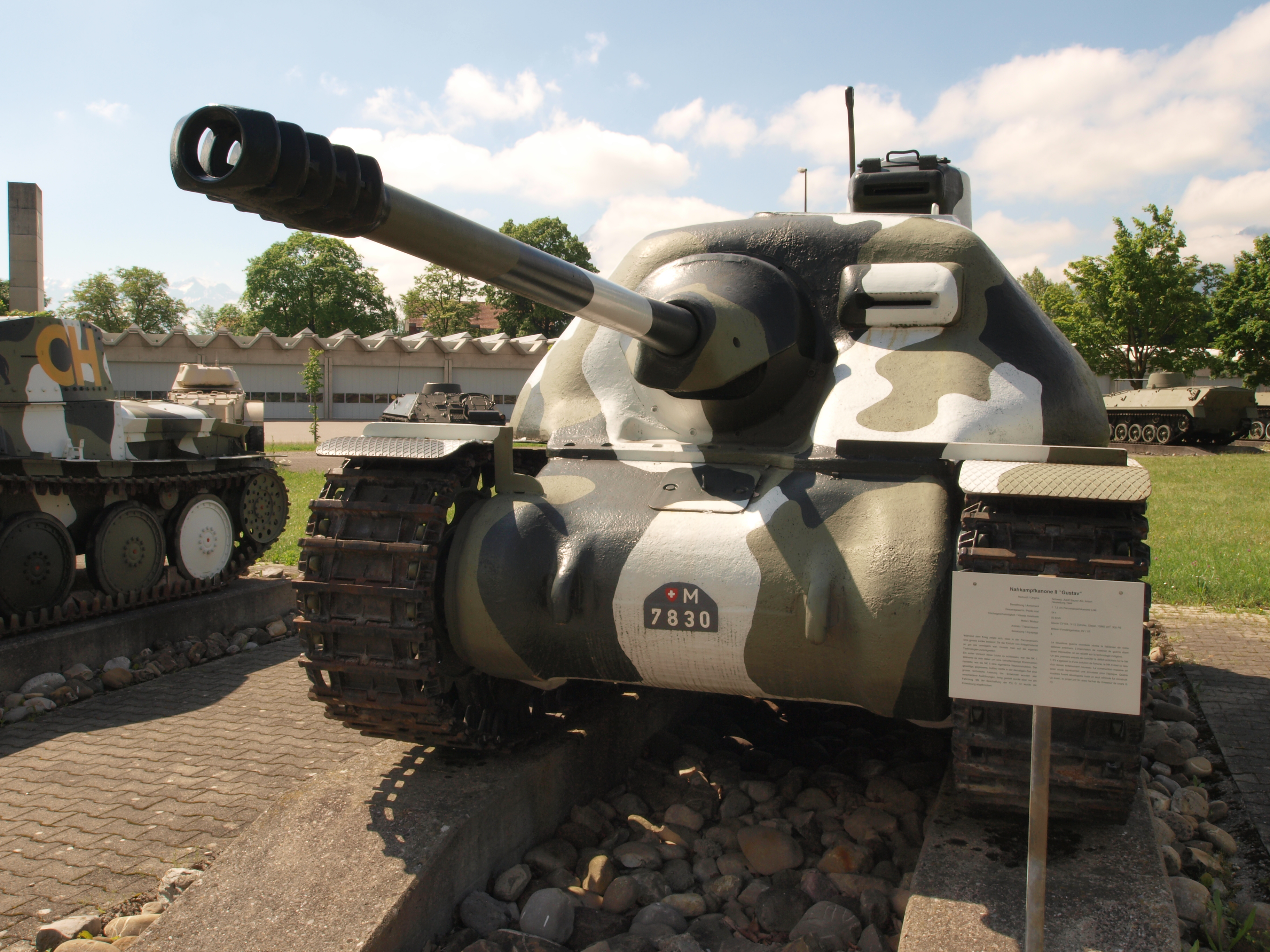
Saurer Nahkampfkanone 2 Gustav
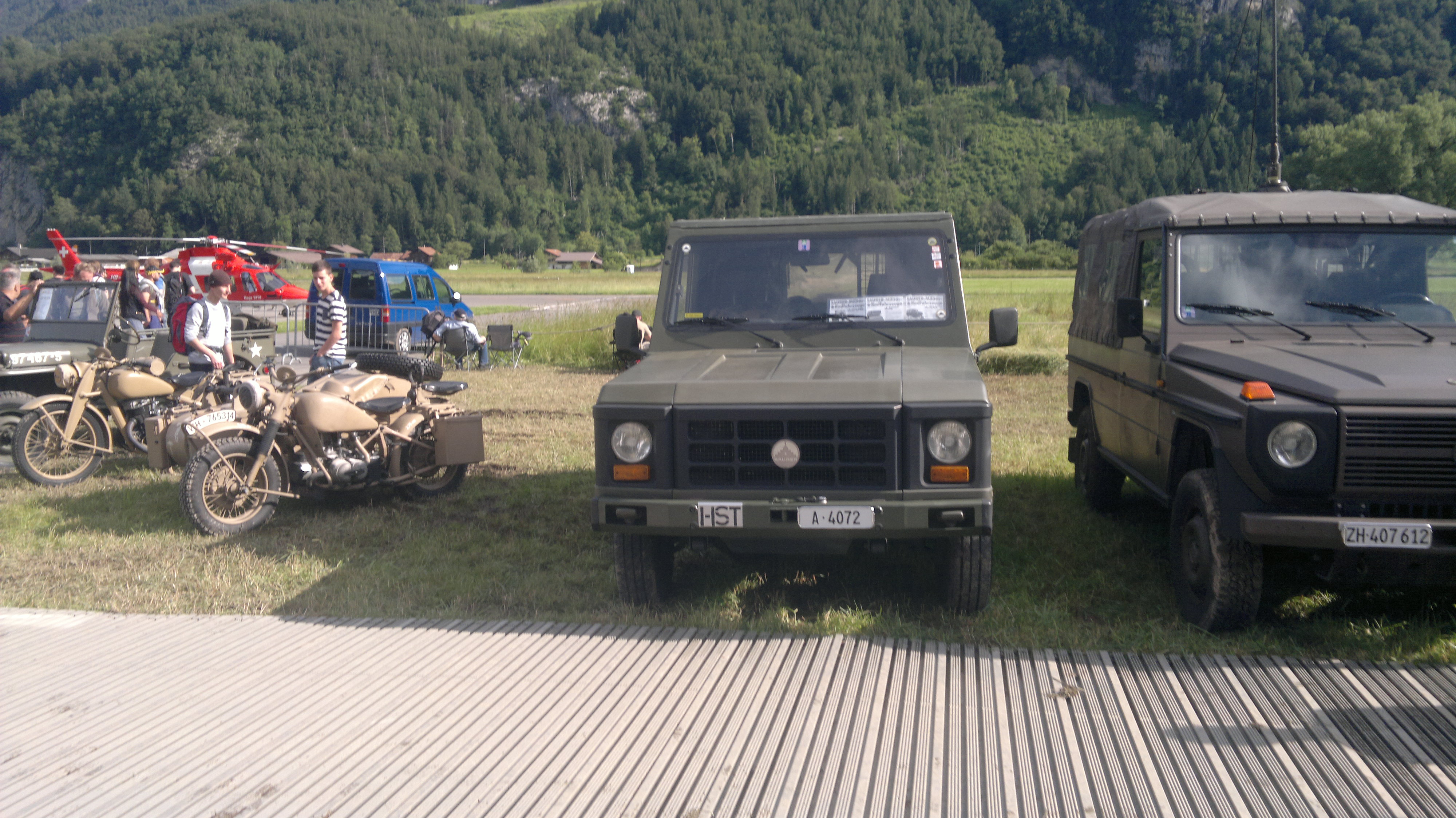
Saurer F006